# Rotalie
Rotalie es un género de foraminífero bentónico normalmente considerado un subgénero de Rotalia, es decir, Rotalia (Rotalie), pero aceptado como sinónimo posterior de Rotorbinella de la subfamilia Rotaliinae, de la familia Rotaliidae, de la superfamilia Rotalioidea, del suborden Rotaliina y del orden Rotaliida. Su especie tipo era Rotalia (Rotalie) rosea. Su rango cronoestratigráfico abarcaba desde el Santoniense (Cretácico superior) hasta el Pleistoceno.

## Clasificación
Rotalie incluía a las siguientes especies:
- Rotalie armata †, también considerado como Rotalia (Rotalie) armata, y aceptado como Rotalia armata
- Rotalie bisaculeata †, también considerado como Rotalia (Rotalie) bisaculeata †, y aceptado como Rotalia bisaculeata
- Rotalie communis †, también considerado como Rotalia (Rotalie) communis, y aceptado como Rotalia communis
- Rotalie menardii †, también considerado como Rotalia (Rotalie) menardii, y aceptado como Menardella menardii
- Rotalie rosea †, también considerado como Rotalia (Rotalie) rosea, y aceptado como Rotorbinella rosea
- Rotalie tortuosa †, también considerado como Rotalia (Rotalie) tortuosa, y aceptado como Rotalia tortuosa
- Rotalie trochidiformis, también considerado como Rotalia (Rotalie) trochidiformis, y aceptado como Rotalia trochidiformis
- Rotalie turbo †, también considerado como Rotalia (Rotalie) turbo, y considerado sinónimo posterior de Rotorbis auberii